# Arena Armeec Sofia
L'Arena Armeec Sofia (en bulgare : Арена Армеец София) est une salle omnisports située à Sofia, en Bulgarie.

## Événements Sportifs
- Tournoi de tennis masculin du circuit professionnel ATP annuel depuis (2016)
- Championnats du monde de gymnastique aérobic 2012
- Ligue mondiale de volley-ball 2012
- Tournoi international des championnes 2012
- Dundee World Cup Gymnastique Rythmique 4-5 mai 2013
- Coupe du monde d'acrobatie 9-11 mai 2013
- Coupe du monde de lutte 13-18 aout 2013
- Championnats du monde juniors de patinage artistique 2018
- Championnat du monde masculin de volley-ball 2018

## Concerts
- Jean Michel Jarre 9 octobre 2011
- Sade (groupe) 29 octobre 2011
- Tom Jones (chanteur) 18 novembre 2011
- Lepa Brena 3 décembre 2011
- Tarja Turunen 27 janvier 2012
- Svetlana Ražnatović 22 mai 2012
- Julio Iglesias 13 juin 2012
- Lady Gaga 14 août 2012
- Red Hot Chili Peppers 1er septembre 2012
- Jennifer Lopez 18 novembre 2012
- Lili Ivanova 22 novembre 2012
- Goran Bregović 29 novembre 2012
- Giorgos Mazonakis 12 décembre 2012
- Armin van Buuren 8 mars 2013
- Helloween et Gamma Ray 15 mars 2013
- We Will Rock You (comédie musicale) 15-19 mai 2013
- Jessie J 29 juin 2013
- Snoop Dogg 8 juillet 2013
- Svetlana Ražnatović 7 novembre 2014
- Lepa Brena 22 octobre 2015
- Violetta Live 6 novembre 2015
- Concours Eurovision Junior 2015 21 novembre 2015
- Sting 16 septembre 2017
- Roger Waters (Pink Floyd) 4 mai 2018

## Galerie

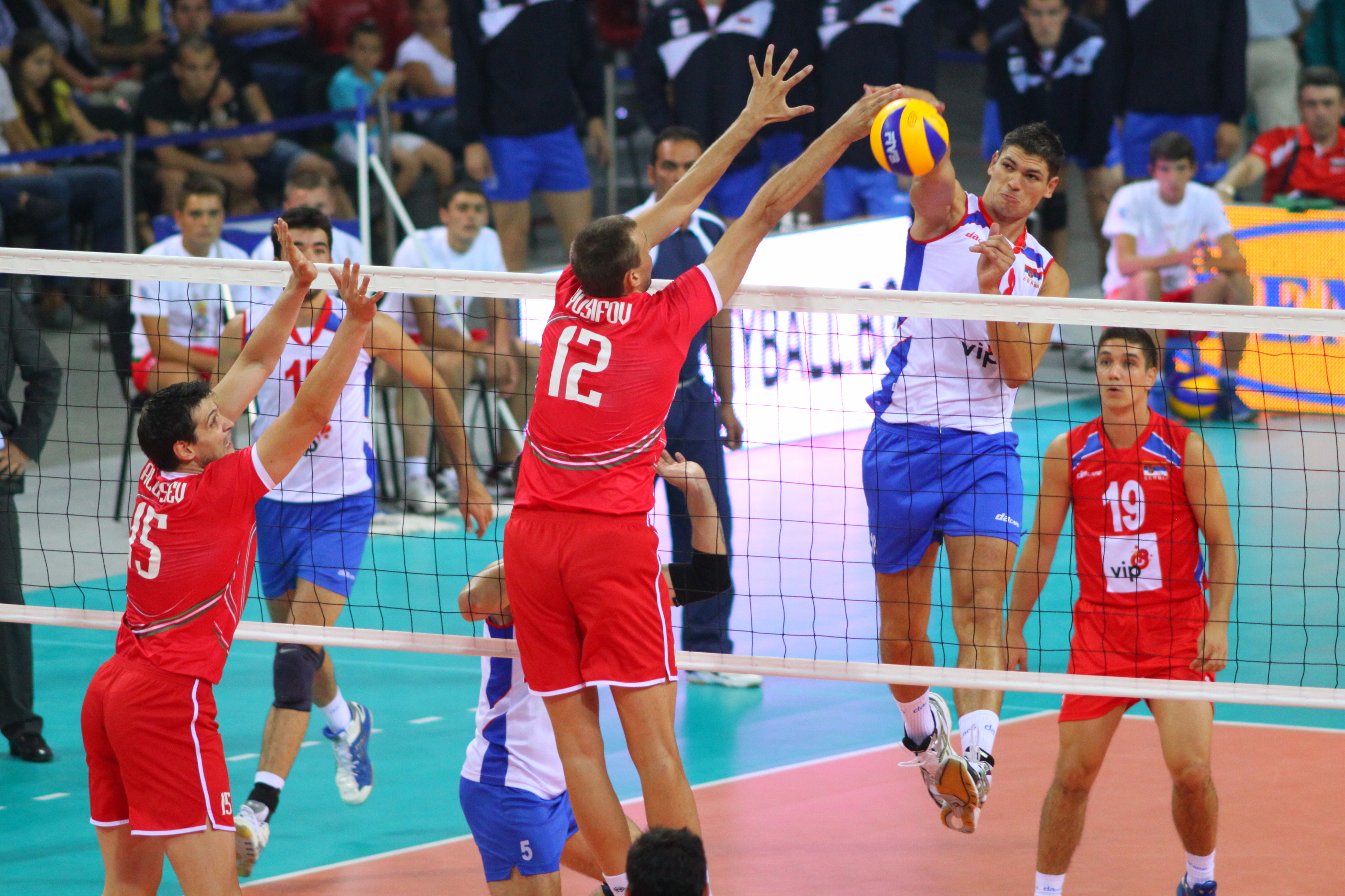
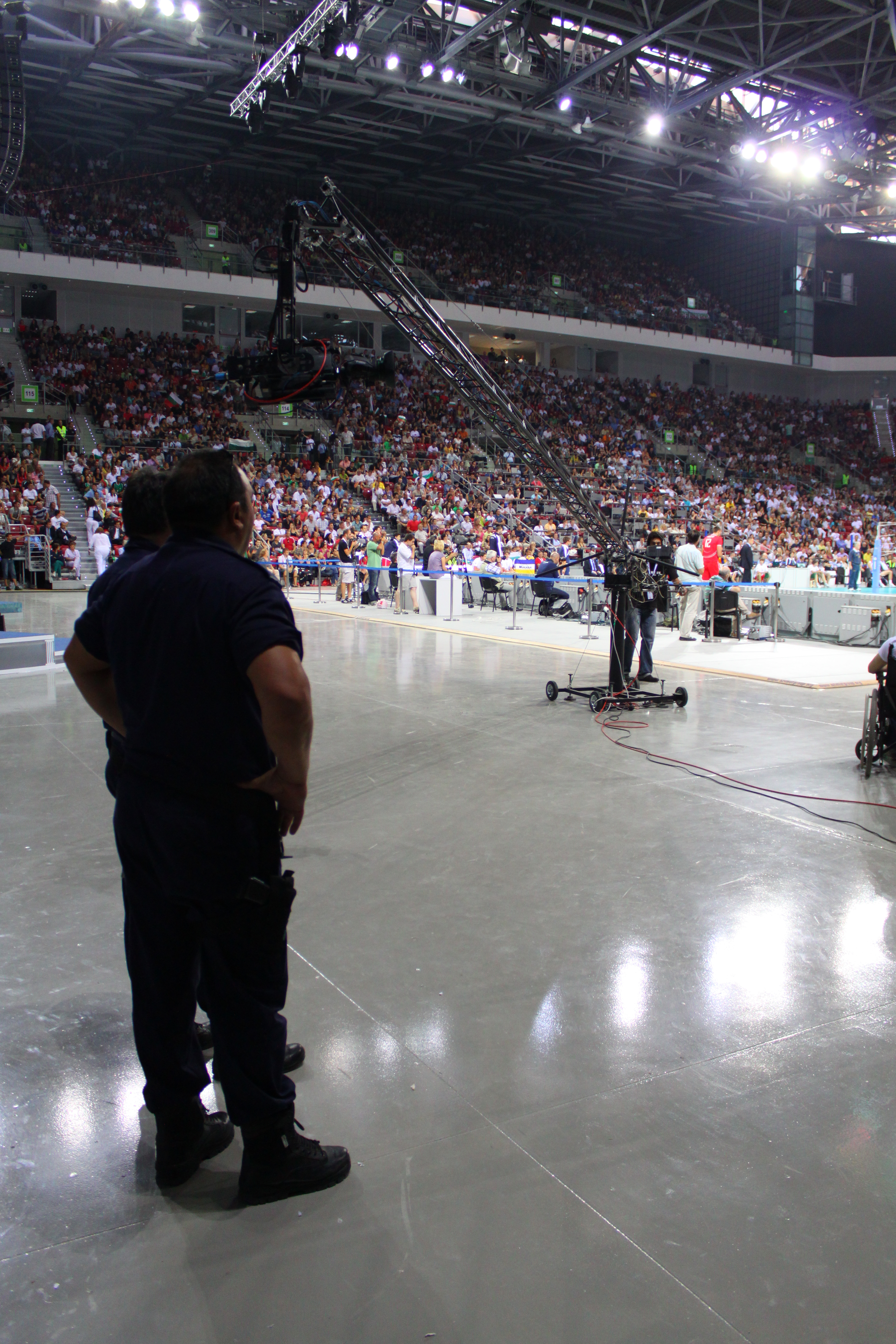